# Asmaa Mahfouz
Asmaa Mahfouz (àrab: أسماء محفوظ, Asmāʾ Maḥfūẓ) (el Caire, 1 de febrer de 1985) és una activista egípcia i una de les fundadores del Moviment Juvenil 6 d'abril. D'acord amb la periodista Mona Eltahawy, el vídeo blog que Mahfouz va publicar una setmana abans de la Revolució egípcia de 2011 va contribuir a l'inici de la revolta. Mahfouz és integrant de la Coalició dels Joves de la Revolució i és considerada una de les líders de la revolució egípcia.
El 2011, va ser una de les cinc guardonades amb el Premi Sàkharov per la Llibertat de Consciència, atorgat per les seves contribucions significatives als canvis històrics al món àrab. Va compartir el premi amb Ahmed al-Senussi, Razan Zaitouneh, Ali Farzat i Mohamed Bouazizi, personalitats destacades de la Primavera Àrab. La revista Arabian Business la va posicionar en el lloc 381 de la seva llista dels cinc-cents àrabs més influents.

## Biografia
Nascuda l'1 de febrer de 1985 a Egipte, Mahfouz es va graduar de la Universitat del Caire amb la titulació en Administració d'empreses. Temps després, es va associar amb d'altres joves egipcis per fundar el Moviment Juvenil 6 d'abril. Fins al 2011, treballava en una companyia dedicada a la informàtica.

## Context històric
Hosni Mubàrak va assumir la presidència d'Egipte l'any 1981. Durant el seu mandat, va concentrar cada vegada més poders i va eliminar nombroses llibertats individuals, amb la consigna d'una llei d'emergència que permetia que la policia detingués activistes sense que existissin càrrecs en contra seva. A mesura que va anar creixent la corrupció governamental, la desigualtat entre rics i pobres i la deficiència en els serveis socials, els ciutadans van començar a desencantar-se amb el règim. Els treballadors tèxtils d'Al-Mahalla al-Kubra, insatisfets amb les seves condicions laborals i sous baixos, van planificar una vaga per l'abril de 2008. Els joves activistes que conformarien el Moviment Juvenil 6 d'abril van donar suport als treballadors i els van animar a que expandissin la seva protesta utilitzant Facebook i altres xarxes socials. Igual que els periodistes independents, molts d'ells havien estat assetjats i detinguts per la policia, però continuaven recolzant als vaguistes. Mahfouz formava part d'aquest grup de joves i fou en aquests anys quan va aprendre a utilitzar les xarxes socials com un mitjà per organitzar protestes.

## Aixecament de gener de 2011
Mahfouzha ha estat assenyalada com una de les causants de les protestes que van desencadenar l'aixecament de gener de 2011 al Caire. En un vídeo blog pujat a Facebook el 18 de gener, va convocar als egipcis a que protestessin pels seus drets humans i que demostressin el seu rebuig al règim de Mubàrak. El vídeo va ser pujat a YouTube i es fer «viral» en pocs dies. Mahfouz es va dirigir a la nació egípcia i va cridar als manifestants a reunir-se a la plaça Tahrir, explicant: «Quatre egipcis s'han calat foc a si mateixos per protestar contra la humiliació, la gana, la pobresa i la degradació amb la que han hagut de conviure durant trenta anys... Avui, un dels quatre ha mort». Després, va demanar als seus compatriotes que «tinguessin una mica de vergonya» i els va animar a passar a l'acció: «En lloc de calar-nos foc, fem alguna cosa positiva... Quedar-vos asseguts a casa i seguir-nos per les notícies o pel Facebook fa que ens humilien».
En una entrevista amb el canal al-Mihwar TV, Mahfouz va dir que una setmana abans del 25 de gener havia pujat un vídeo a Facebook anunciant que aniria a la plaça Tahrir a protestar. Va dir també que quatre joves egipcis la van acompanyar, i que les forces de seguretat interna els van envoltar ràpidament i els van desallotjar de l'indret.
Després del primer vídeo, la jove va pujar un altre per anunciar la seva intenció de tornar a la plaça el 25 de gener, dia festiu nacional a Egipte on es commemora als policies que van morir en un enfrontament amb les forces britàniques. En aquest vídeo, va desafiar als egipcis a que prenguessin els carrers: «Si et consideres un home, vine amb mi el 25 de gener. Els que diuen que les dones no haurien d'anar a les protestes perquè les copejaran, que tinguin una mica d'honor i vinguin amb mi el 25 de gener. Aquells que diuen que no val la pena perquè només hi haurà dues o tres persones, vull dir-los que vostès són la raó d'això, i uns traïdors, igual que el president o qualsevol policia de seguretat que ens copeja al carrer».
Més endavant, també l'any 2011, Mahfouz va ser arrestada per difamar al Consell Suprem de les Forces Armades, després d'haver-los anomenat «consell de gossos». Va ser sotmesa a una cort militar, fet davant el qual diversos activistes, entre ells els candidats a presidents Mohamed al-Baradei i Ayman Nour, protestessin per la decisió. Finalment, va ser alliberada sota fiança després de pagar vint mil lliures egípcies i, poc després, el Consell Suprem va retirar els càrrecs contra la jove i contra un altre activista, en Loay Nagaty.
L'octubre de 2011, es va anunciar que Mahfouz compartiria el Premi Sàkharov per la Llibertat de Consciència, atorgat pel Parlament Europeu, amb d'altres quatre àrabs, en reconeixement de la seva lluita per la llibertat i els drets humans. La comissió encarregada de seleccionar als guanyadors van explicar que Mahfouz va aconseguir motivar als egipcis perquè reclamessin pels seus drets a la Plaça Tahrir mitjançant els seus vídeos a YouTube i posts a Facebook i Twitter. Només dos dels guanyadors es van presentar a rebre el premi a la cerimònia a Estrasburg el 14 de desembre de 2011; Mahfouz va ser una d'ells.

## Suport a Occupy Wall Street
El 23 d'octubre de 2011, Mahfouz va fer un discurs al Zuccotti Park de Nova York en suport al moviment Occupy Wall Street. Quan se li va preguntar per què havia assistit a la protesta, va respondre: «Molts dels residents als Estats Units van ser solidaris amb nosaltres. Per aquest motiu, hem de seguir arribant a tothom, perquè és possible tenir un món nou per a tots».

## Detenció
L'octubre de 2014, Mahfouz va ser detinguda durant tres hores a l'Aeroport Internacional del Caire quan anava a agafar un vol a Bangkok. Les autoritats volien verificar si tenia iniciats processos legals en contra seva. En els seus antecedents constava un atac a un simpatitzant de Hosni Mubàrak, però més tard es va descobrir que Mahfouz havia estat exonerada pel crim.